# Jinbei (köping i Kina, Guangxi)
Jinbei (kinesiska: 津北镇, 津北) är en köping i Kina. Den ligger i den autonoma regionen Guangxi, i den södra delen av landet, omkring 270 kilometer öster om regionhuvudstaden Nanning.
Genomsnittlig årsnederbörd är 2 206 millimeter. Den regnigaste månaden är maj, med i genomsnitt 357 mm nederbörd, och den torraste är oktober, med 42 mm nederbörd.